# Драгана Грујичић
Драгана Грујичић (Београд, 10. март 1983) је српска сликарка и професор.

## Биографија
Дипломирала је 2008. године на Факултету ликовних уметности у Београду, а на истом факултету завршила је специјализацију из области сликарства 2011. године. У међувремену, стручно се усавршавала у Италији, на престижној школи School of Painting, Drawing and Sculpture u Monecastello di Vibio 2006. године.
Драгана је признати уметник са чак 20 самосталних и преко 40 групних изложби у земљи и иностранству. Учествовала је на бројним симпозијумима, уметничким фестивалима, радионицама и ликовним колонијама у Србији, Италији, Словенији, Грчкој, Румунији, Хрватској и многим другим земљама света.
Од 2008. године, са великим успехом хонорарно се бави и графичким дизајном, а радила је и као наставник ликовне културе у основним школама „Вук Караџић” и „Карађорђе” на Вождовцу. Аутор је и водитељ ликовне школе ДКЦ Сремчица. Ради као професорка ликовне културе у Средњој школи за информационе технологије Београд (ITHS) и у Високој школи за струковне студије за информационе технологије (ITS).